# آجای بانگا
آجایپال سینگ بانگا (به انگلیسی: Ajaypal Singh Banga)، کارآفرین، بازرگان و مدیر ارشد اجرایی هندی - آمریکایی است، که اکنون به‌ عنوان نایب‌رئیس هیئت‌مدیره جنرال آتلانتیک فعالیت می‌کند. او رئیس هیئت‌مدیره مسترکارت و پیش از آن از ژوئیه ۲۰۱۰ تا دسامبر ۲۰۲۰ مدیر عامل اجرایی این شرکت بوده است. او در ۳۱ دسامبر ۲۰۲۱ برای پیوستن به جنرال آتلانتیک از این سمت کناره گرفت. دستمزد او در سال ۲۰۲۰ معادل ۲۷٫۷۷ میلیون دلار بوده است. او همچنین رئیس هیئت‌مدیره شرکت هلدینگ سرمایه‌گذاری مستقر در هلند، اکسور و به همراه کامالا هریس، معاون رئیس‌جمهور ایالات متحده آمریکا، رئیس هیئت‌مدیره شرکت پارتنرشیپ فور آمریکا است.